# Brian Grazer
Brian Thomas Grazer, més conegut com a Brian Grazer, (Los Angeles, 12 de juliol de 1951) és un productor cinematogràfic i televisiu estatunidenc. Va fundar amb Ron Howard la companyia Imagine Entertainment, responsable d'èxits de taquilla com Apol·lo 13 i Una ment meravellosa.
Entre les seves produccions cinematogràfiques més destacades es troben Splash, Poli de guarderia, The Doors, My Girl 1 i 2, Apol·lo 13, The nutty professor, Liar, liar i El Codi Da Vinci.
Per a televisió va produir episodis per a sèries com ara 24, Arrested Development, Felicity i Sports Night, entre d'altres. També va participar de la producció de la miniserie de HBO De la Terra a la Lluna. Va posar la seva veu al capítol d'Els Simpson "When you dish upon a star" i va aparèixer en nombrosos documentals i programes d'entrevistes com ara Entertainment Tonight.

## Premis
Per a televisió ha obtingut 3 Emmy per De la terra a la lluna, 24 i Arrested Development. En cinema, va guanyar l'Oscar del 2002 a la millor pel·lícula per A Beautiful Mind